# Ruchill Church Hall

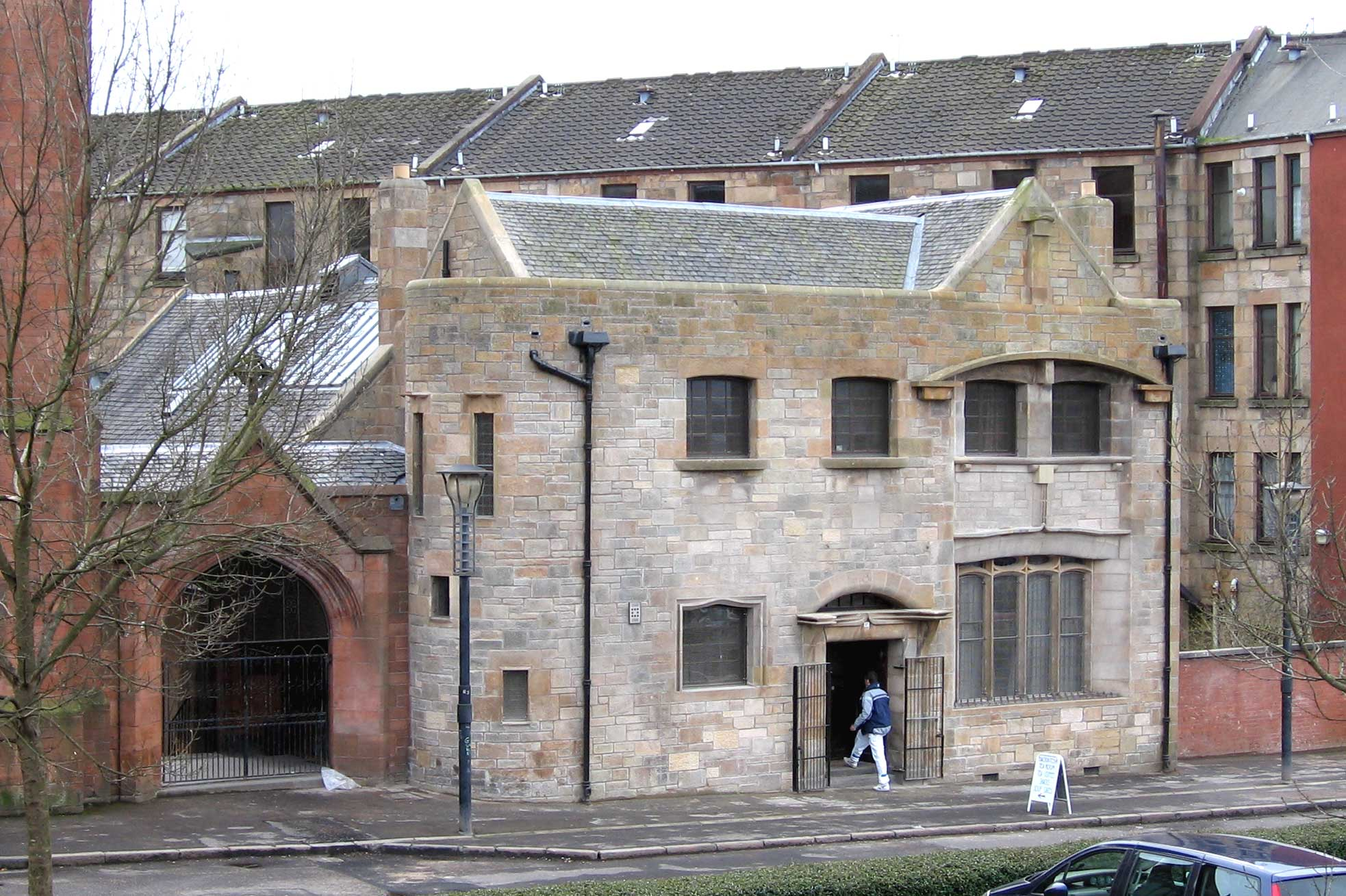
Le halls vu de la Ruchill Street.

Ruchill Church Hall est une mission conçue par Charles Rennie Mackintosh. Elle a été construite pour l'Église libre d'Écosse et achevée en 1899. L’édifice est situé au 15/17 Shakespeare Street à côté du canal de Forth et Clyde dans le quartier de Maryhill. L'église adjacente a été construite plus tard, conçue par un autre architecte.
Le bâtiment comprend deux salles, dont la salle principale comporte une section divisée par une cloison pliante coulissante, et deux salles de réunion. Il est utilisé activement par la congrégation de l'église et est ouvert tous les jours, offrant des installations communautaires ainsi qu'un "salon de thé Mackintosh" fournissant des thés et des collations dans la salle principale pour ceux qui veulent visiter.
L’édifice est listé en catégorie A des monuments classés d'Écosse, soit un édifice d'importance nationale ou internationale et exemple pertinent d'un style spécifique.

## Galerie

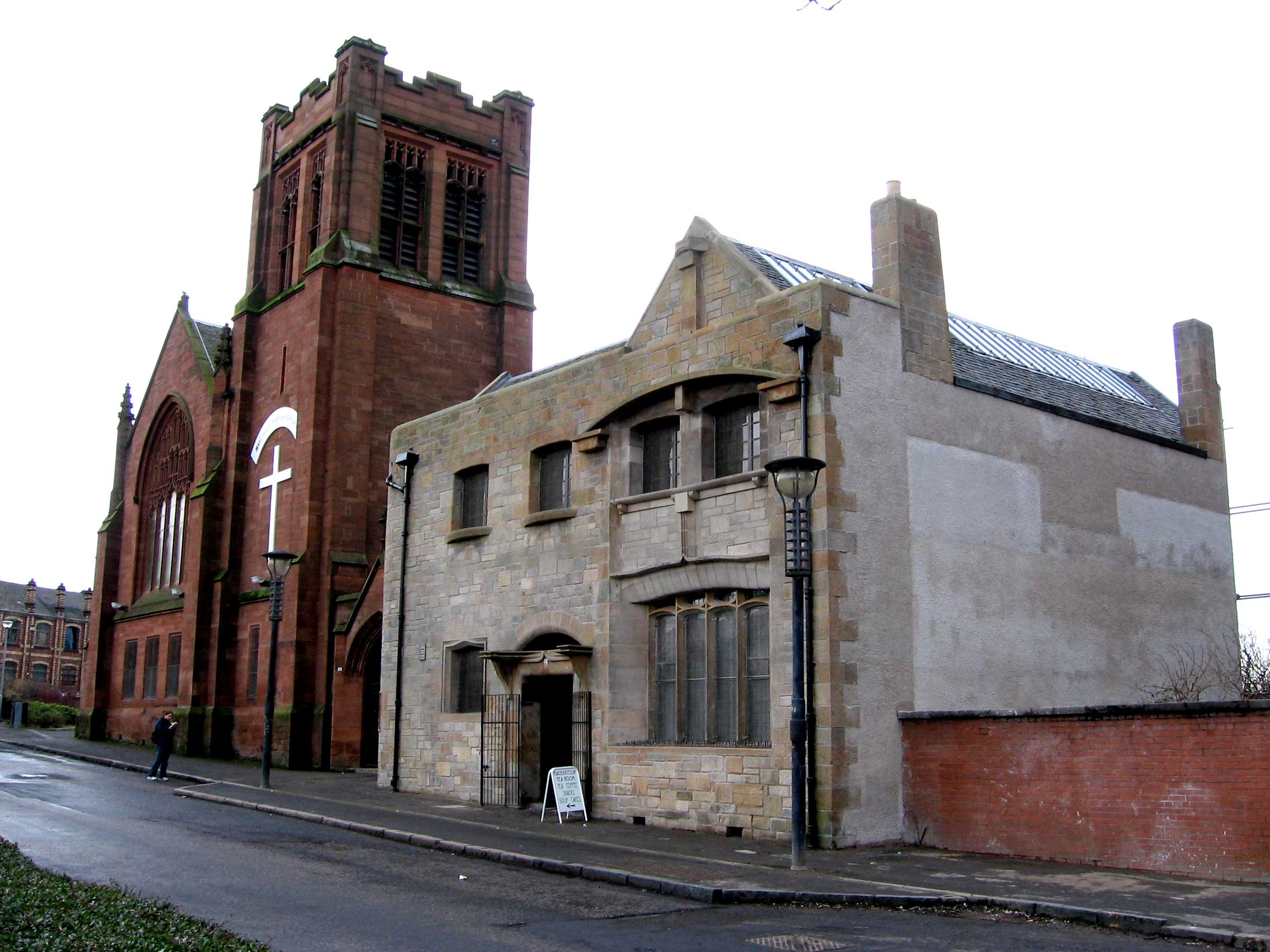
Le hall vu de la Shakespeare Street.
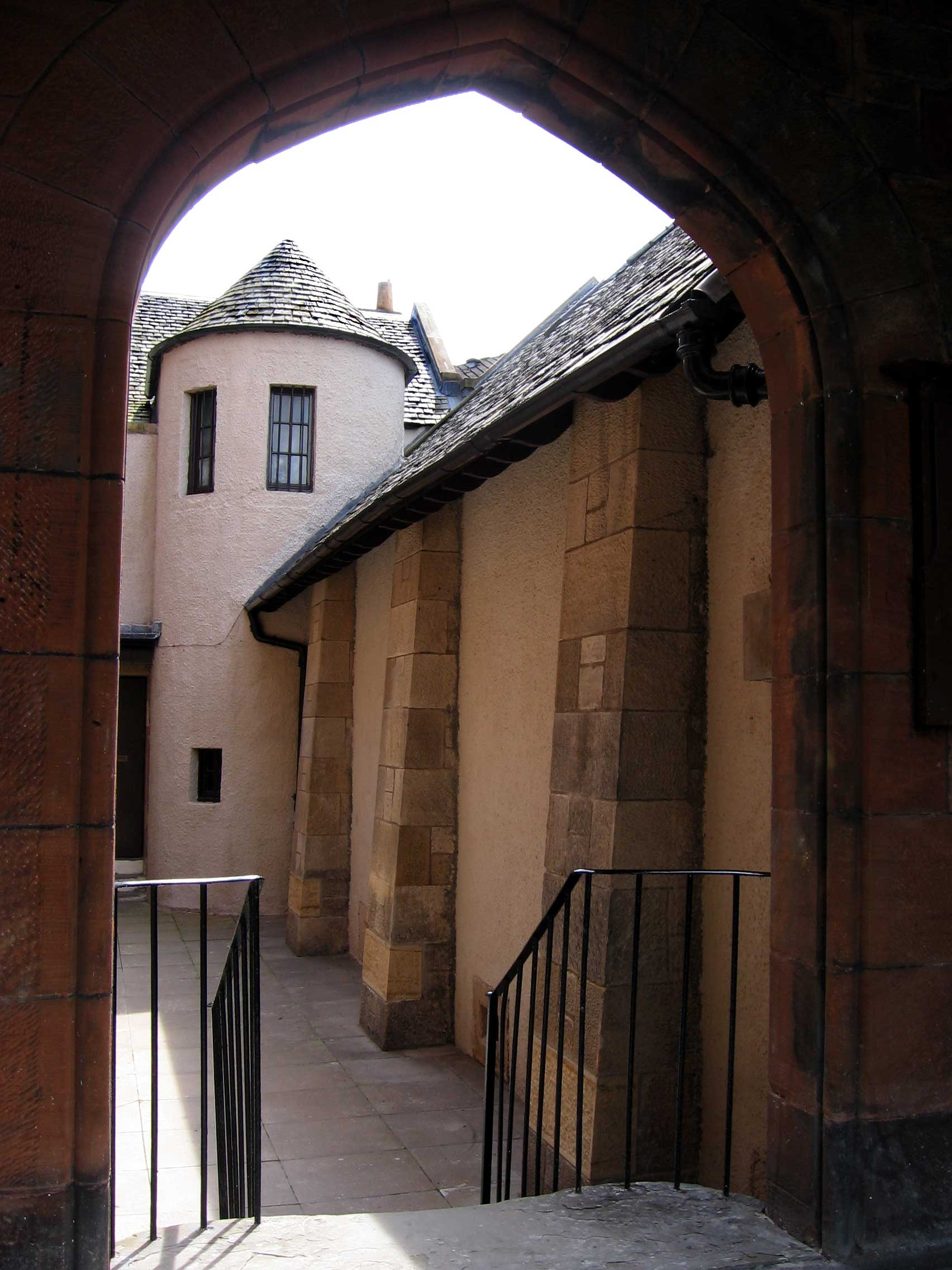
Passage entre le hall et l’église.
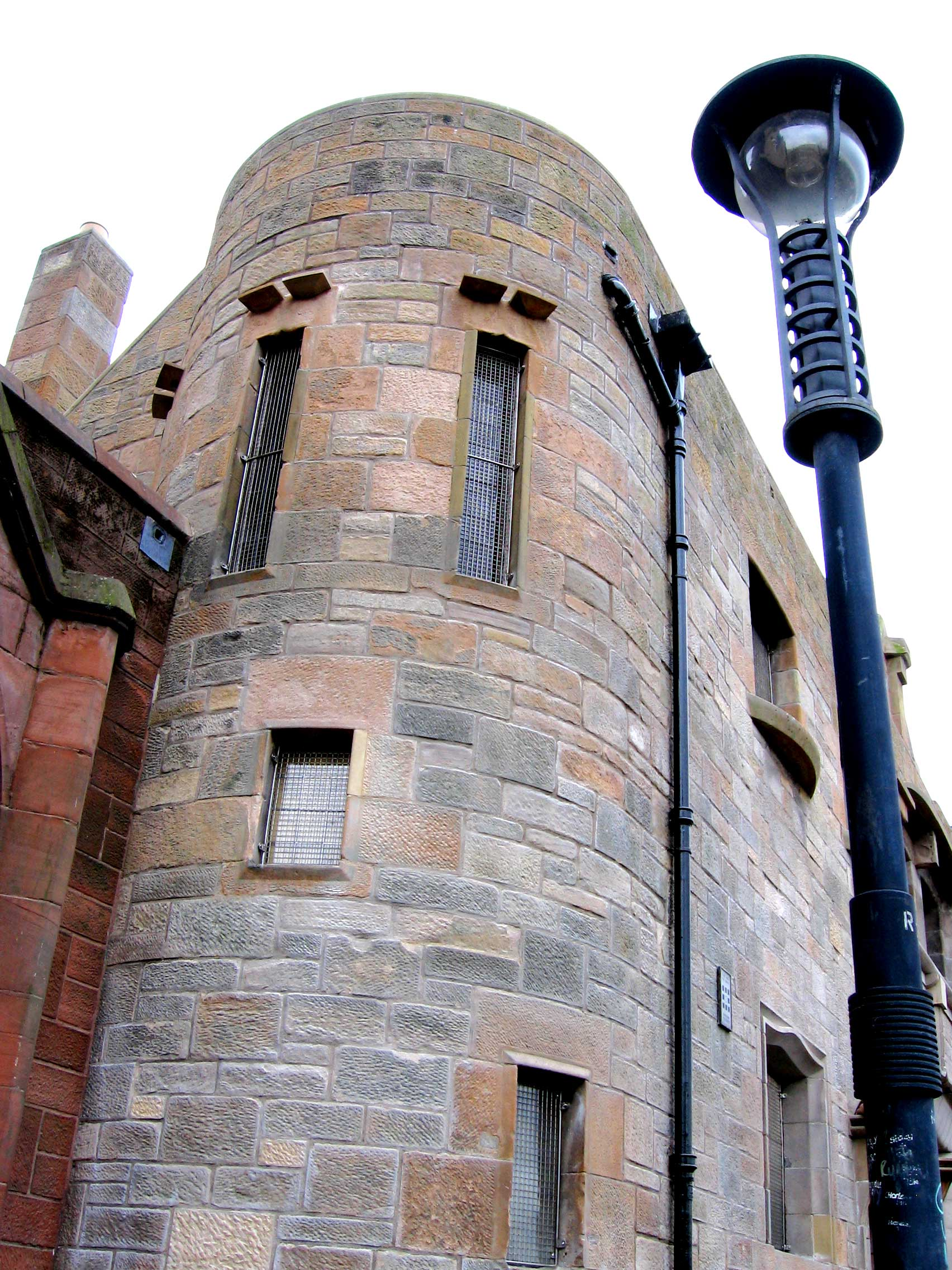
Vue de la tour escalier.
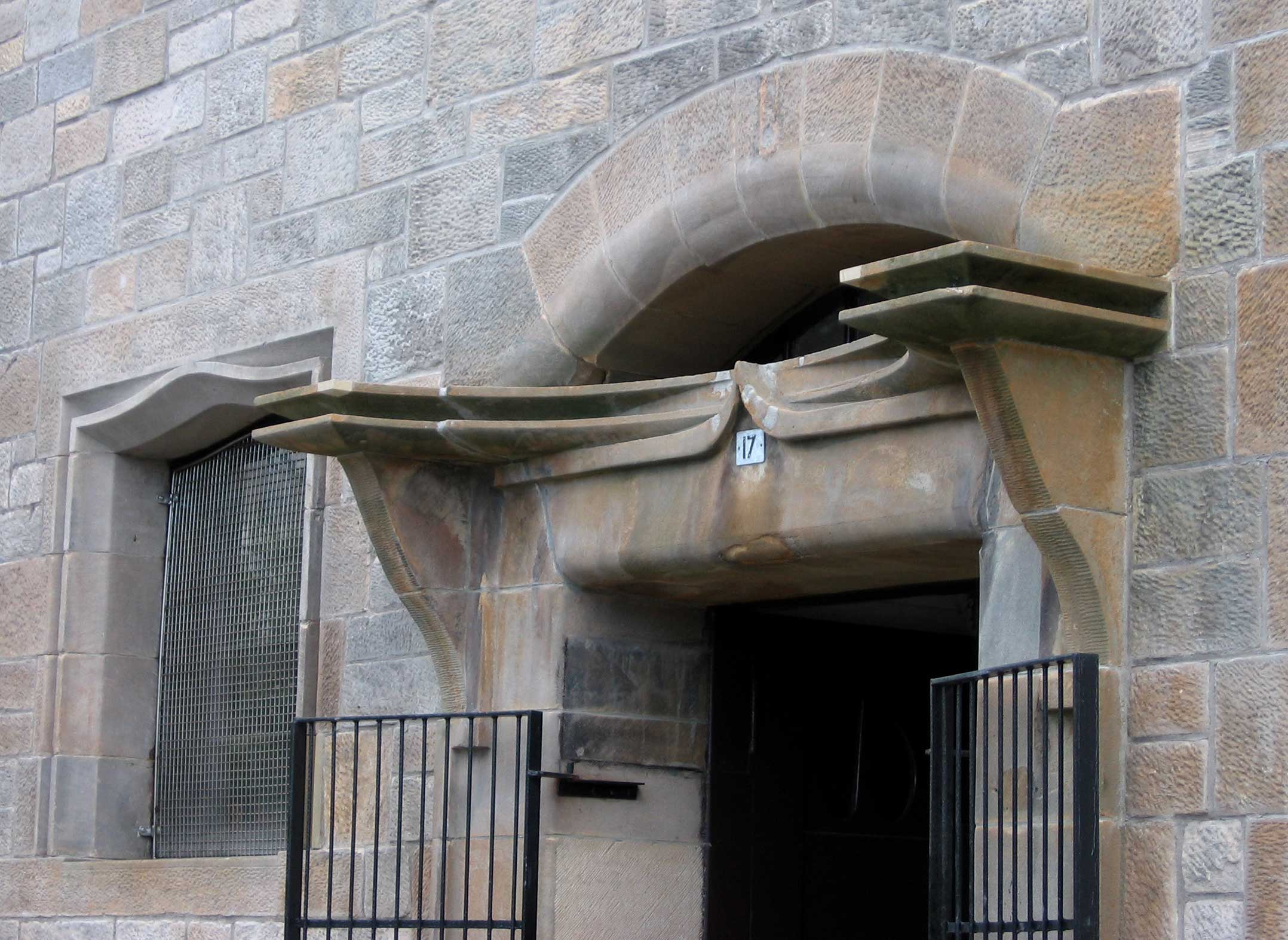
Détail de l’entrée principale.
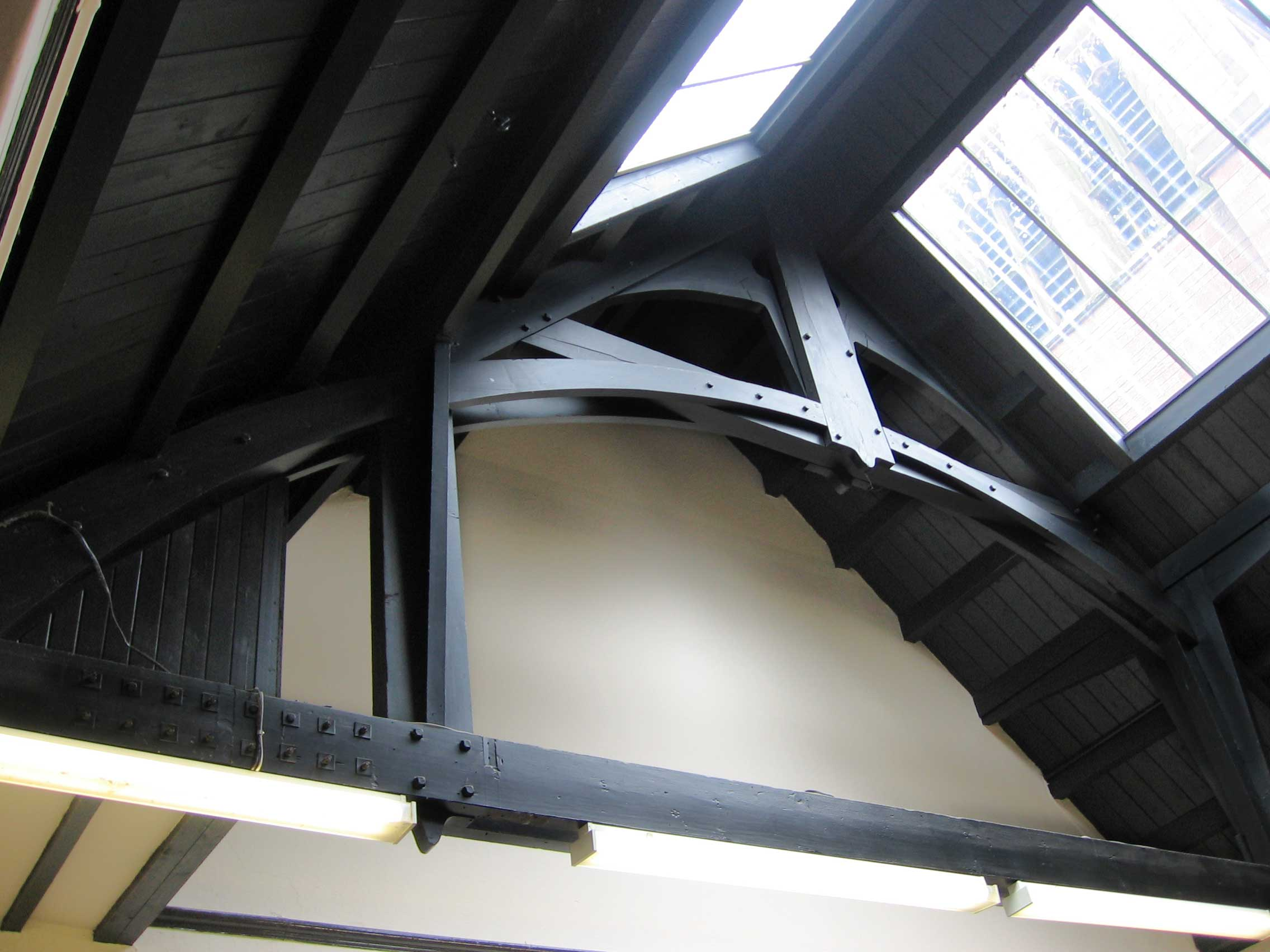
Ferme au niveau de l’entrée du hall.
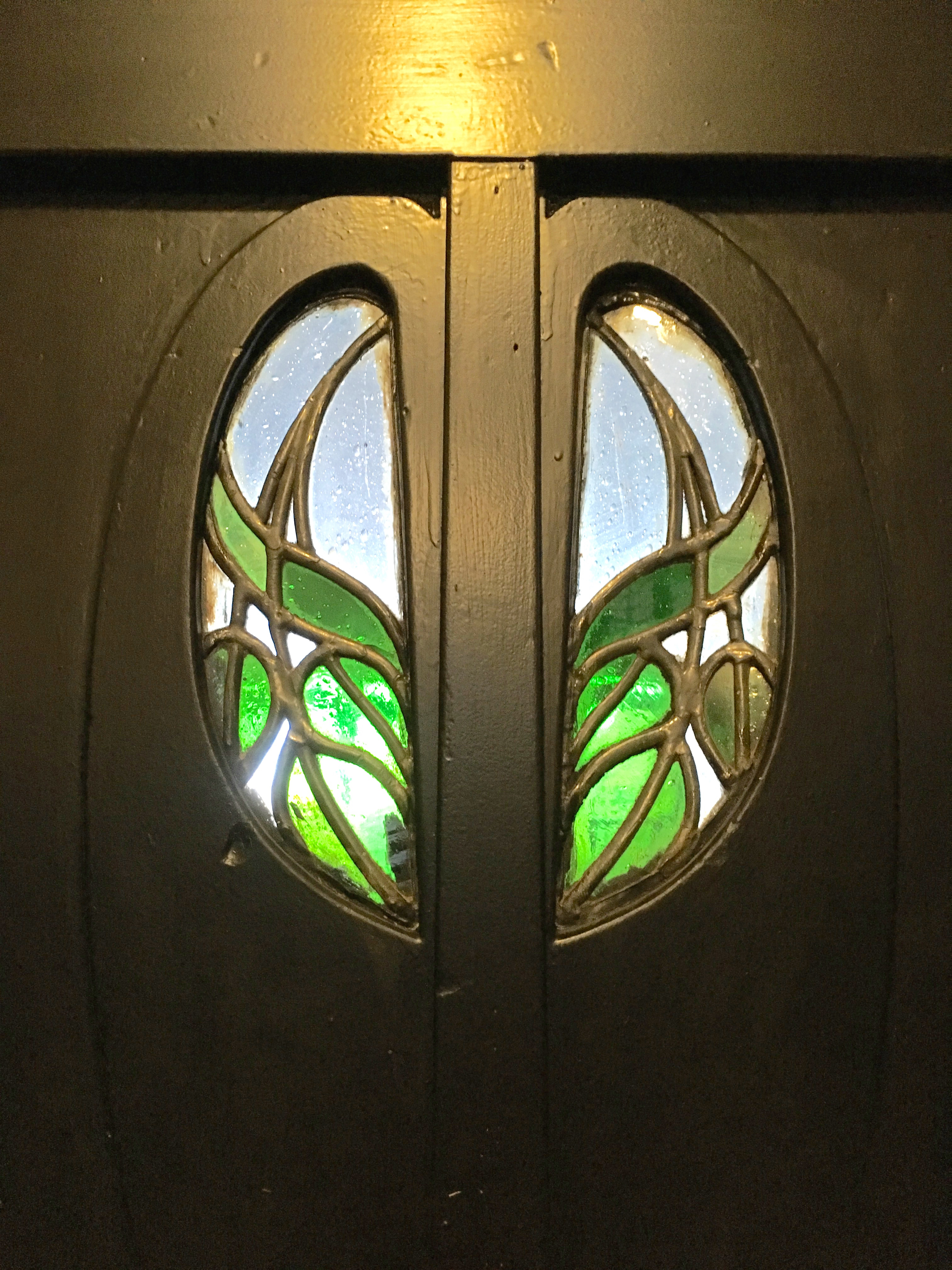
Détail d’une porte intérieure